# Myyrmäki
Myyrmäki (en suédois : Myrbacka) est un quartier de Vantaa, une des principales villes de l'agglomération d'Helsinki en Finlande.

## Présentation
Myyrmäki,situé le long de la partie ouest de la rocade ferroviaire près de la limite d'Helsinki, est le plus grand quartier de Vantaa en termes de population, avec une forte densité de population. 
Myyrmäki est l'un des centres régionaux de la zone métropolitaine d'Helsinki et offre des services à l'ensemble de l'Ouest de Vantaa.

## Services à Myyrmäki

### Commerces
Les premiers magasins de Myyrmäki étaient situés au pied des immeubles d'habitation. 
La construction du premier centre commercial s'est achevé en 1972 à l'intersection des rues Uomatie et Kuohukuja, suivi de Myyrinpuhos (1975), achevé en 1975, à côté de la gare de Myyrmäki. 
Les premiers grands centres commerciaux de Myyrmäki sont les centres commerciaux Isomyyri  (1986) et Myyrmanni (1994) près de deux décennies après l'arrivée des premiers résidents.
Le centre commercial de Louleha (fi) a été construit à Louhela en 2012 , avec K-Market et des petites boutiques.
Le Paalutori de Myyrmäki est le troisième marché le plus fréquenté de la zone métropolitaine d'Helsinki, juste après la place du marché d'Helsinki et la place du marché d'Hakaniemi.

### Écoles
Il existe plusieurs établissements d'enseignement à Myyrmäki. 
L'enseignement primaire est assuré par l'école  d'Uomarinne (fi) située le long d'Uomatie et l'école Kilter (fi) située le long de Paalutori.
Le lycée de Vaskivuori (fi) est un lycée général, de musique et de danse accueillant plus de 1 000 élèves, qui offre aussi un parcours média.
L'enseignement secondaire professionnel est dispensé par l'institut professionnel Varia de Vantaa.
Le campus de Myyrmäki de l'Université des sciences appliquées Metropolia peut accueillir  4 000 étudiants et assure les filieres d'enseignement technique et commercial.

## Lieux et monuments
- Gare de Louhela
- Gare de Myyrmäki
- Église de Myyrmäki
- Vantaan Energia -areena
- Maison d'art pour enfants Toteemi (fi)
- Musée d'art Artsi
- Bibliothèque de Myyrmäki
- Stade de football de Myyrmäki
- Noli Studios
- Mätäjoki
- Myyrmäkitalo
- Myyrmäki-halli

## Transports

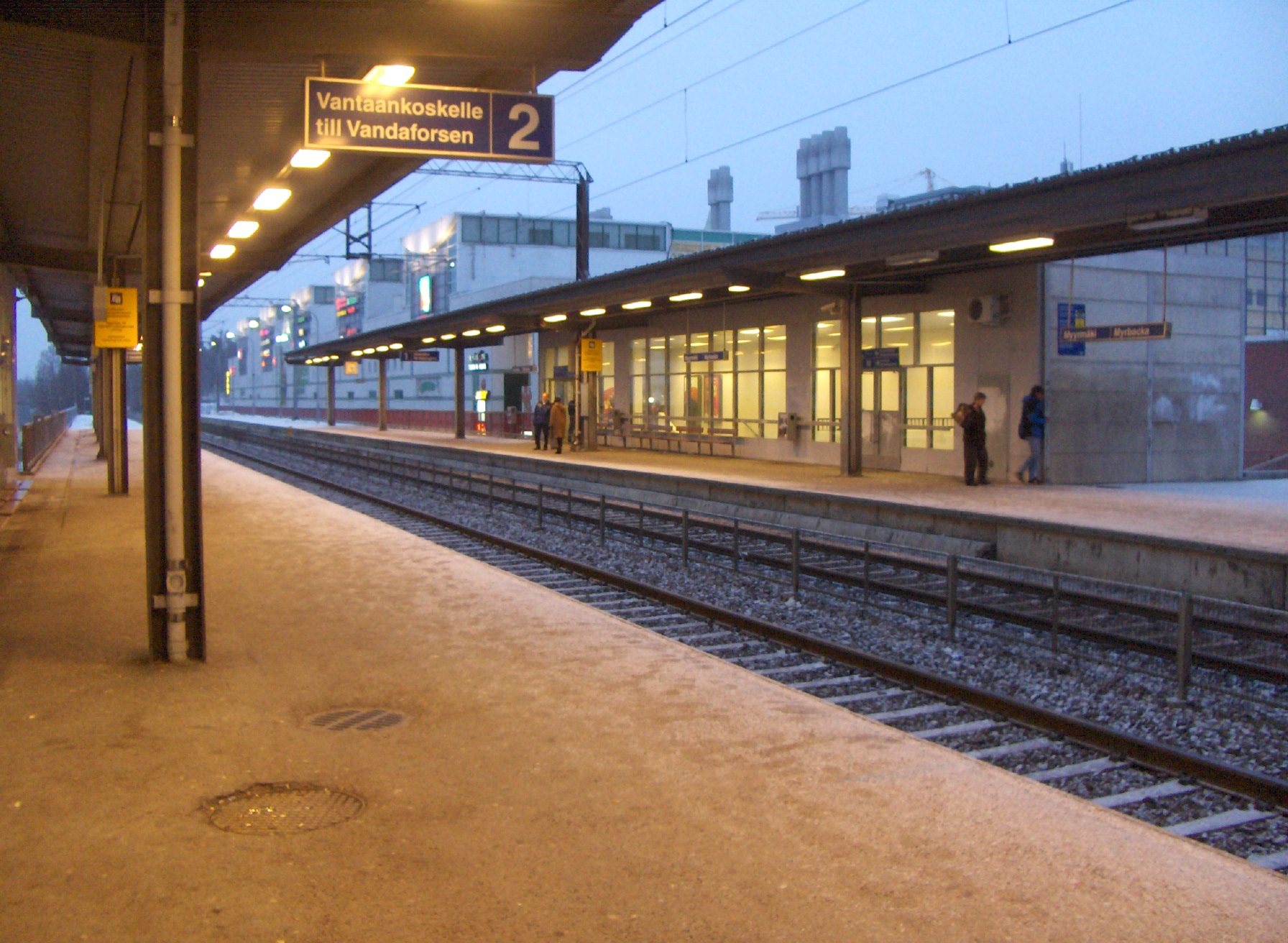
La gare de Myyrmäki.

Myyrmäki est desservie par les trains P et I qui s'arrêtent aux gares de Myyrmäki et de Louhela.
La Kehärata passant par Kivistö jusqu'à l'Aéroport d'Helsinki-Vantaa et plus loin jusqu'à la voie ferroviaire principale de Finlande et Tikkurila est ouverte depuis juillet 2015. 
La gare de Myyrmäki fonctionne comme un terminal d'accès avec des liaisons en bus vers Helsinki, Espoo et diverses parties de Vantaa. 
Le terminal est aussi desservi par la ligne interurbaine 30 (Eira–Kamppi–Munkkivuori–Pitäjänmäki-Myyrmäki) et par  la ligne interurbaine 560 (Rastila-Vuosaari-Mellunmäki-Kontula-Malmi-Paloheinä-Kuninkaantammi-Myyrmäki)